# Sphaerosporella brunnea
Sphaerosporélla brúnnea  (лат.) — вид грибов-дискомицетов, относящийся к роду Sphaerosporella семейства Пиронемовые (Pyronemataceae). Типовой вид рода.

## Описание
Плодовые тела — блюдцевидные или неглубоко чашевидные апотеции 2—6(10) мм в диаметре. Внутренняя спороносная поверхность диска гладкая или с неровностями, у молодых грибов красновато-коричневая, затем становится тёмно-коричневой. Внешняя стерильная поверхность буроватая до тёмно-красно-коричневой, с пучками мелких красно-коричневых или почти бесцветных волосков. Край апотеция толстый, шероховатый на ощупь из-за наличия многочисленных густых волосков, видных под лупой.
Аски с 8 спорами, цилиндрические, 200×16—20 мкм. Парафизы цилиндрические, септированные, на концах булавовидно утолщённые. Споры 14—15 мкм в диаметре, шаровидные, неокрашенные, с гладкими стенками, с одной масляной каплей, расположены в аске в один ряд.

## Экология
Встречается группами на песчаной почве, часто на пожарищах или во мху. Образует микоризу с хвойными деревьями — сосной, елью, лиственницей, а также с тополем.
Возможно, при отсутствии подходящего для образования микоризы растения Sphaerosporella brunnea становится сапротрофом. Таким образом, этот вид предположительно является единственным известным истинным факультативным микоризообразователем.

## Синонимы
- Barlaea hinnulea (Berk. & Broome) Sacc., 1889
- Barlaea schizospora (W.Phillips) Sacc., 1889
- Barlaeina hinnulea (Berk. & Broome) Sacc. & Traverso, 1910
- Barlaeina schizospora (W.Phillips) Sacc. & Traverso, 1910
- Ciliaria brunnea (Alb. & Schwein.) Boud., 1907
- Ciliaria confusa (Cooke) Boud., 1907
- Ciliaria hinnulea (Berk. & Broome) Boud., 1907
- Ciliaria schizospora (W.Phillips) Boud., 1907
- Daleomyces phillipsii (Massee) Seaver, 1942
- Durandiomyces phillipsii (Massee) Seaver, 1928
- Gyromitra phillipsii Massee, 1895
- Humaria brunnea (Alb. & Schwein.) Fuckel, 1870
- Lachnea brunnea (Alb. & Schwein.) Cooke, 1876
- Lachnea confusa (Cooke) W.Phillips, 1890
- Lachnea hinnulea (Berk. & Broome) W.Phillips, 1887
- Peziza brunnea Alb. & Schwein., 1805basionym
- Peziza confusa Cooke, 1876
- Peziza hinnulea Berk. & Broome, 1871
- Peziza schizospora W.Phillips, 1875
- Rubelia confusa (Cooke) Nieuwl., 1916
- Scutellinia hinnulea (Berk. & Broome) Dennis, 1960
- Sphaerospora brunnea (Alb. & Schwein.) Massee, 1895
- Sphaerospora confusa (Cooke) Sacc., 1889
- Sphaerospora hinnulea (Berk. & Broome) Massee, 1895
- Sphaerospora ochracea (Rehm) Velen., 1934
- Sphaerospora sordida Velen., 1934
- Sphaerosporella hinnulea (Berk. & Broome) Rifai, 1968
- Trichophaea brunnea (Alb. & Schwein.) L.R.Batra, 1963
- Trichophaea confusa (Cooke) Berthet, 1966